# Ferdinand Burschofsky
Ferdinand Burschofsky (Znaim, 5 de mayo de 1868-Altenstadt, 19 de noviembre de 1946) fue un político, tipógrafo y sindicalista alemán moravo, conocido por fundar el Partido Obrero Alemán de Austria-Hungría.

## Vida
Ferdinand Burschofsky publicaba en Mährisch-Trübau un panfleto mensual nacionalista llamado Der Deutsche Gehilfe (a partir de 1897, Der Deutsche Arbeiter). Junto a Ludwig Vogel y aprovechandose de los conflictos entre los trabajadores alemanes y checos que habían desde finales del siglo XIX, fundó en abril de 1889 el Verband deutscher Gehilfen- und Arbeitervereinigungen in Österreich (también conocida como Mährisch-Trübauer Verband ), un sindicato nacionalista destinado a defender exclusivamente los intereses de la clase trabajadora alemana, que se sentía amenazada por la mano de obra checa. El Mährisch-Trübauer Verband surgió de una escisión del movimiento sindical socialdemócrata, en rechazo al internacionalismo promulgado por este y como una negativa al carácter antisocialista y burgués del sindicalismo nacional existente.
El 14 de noviembre de 1903, Burschofsky, Vogel y Alois Ciller fundan la primera sección local del Partido Obrero Alemán en la localidad bohemia de Aussig. Otros miembros fundadores del partido fueron Hans Knirsch y Wilhelm Prediger.
Probablemente sus hijos fueran Fritz Burschofsky (1894-1971) y Emilie Burschofsky (1899-1981).
El 19 de noviembre de 1946, Burschofsky fallece en Altenstadt.